# Уоллесия

Уоллесия

Уолле́сия (англ. Wallacea) — биогеографический регион, включающий группу островов, отделённых глубоководными проливами от азиатского и австралийского континентальных шельфов. Расположен между Сундаландом на западе, Австралией на юге и Новой Гвинеей на востоке. Площадь региона — около 347 000 км².

## География
Границей между Сундаландом и Уоллесией служит линия Уоллеса. Острова к западу от линии (Суматра, Калимантан, Ява, Бали и др.) — места обитания восточноазиатской фауны: тигров, носорогов и приматов. Во время плейстоцена уровень океана был ниже, что позволяло азиатским животным проникать на эти острова. На островах Уоллесии встречается несколько млекопитающих, птиц и пресноводных рыб континентального происхождения. Растения региона — главным образом азиатского происхождения, что позволило ботаникам включить Сундаланд, Уоллесию и Новую Гвинею во флористический регион Малезия. Кроме того, восточные соседи региона — Австралия и Новая Гвинея — во времена ледникового периода также были связаны сухопутным мостом, образуя единый континент. Линия, отделяющая Уоллесию от Австралии и Новой Гвинеи, называется линией Лидеккера.
Филиппины (исключая остров Палаван, который является частью Сундаланда) обычно, но не всегда, рассматривают как регион, отдельный от Уоллесии. Хотя предками большинства животных и растений региона были азиатские и австралийские виды, в Уоллесии есть много эндемиков.